# Коннер (Монтана)
Коннер (англ. Conner) — переписна місцевість (CDP) в США, в окрузі Раваллі штату Монтана. Населення — 182 особи (2020).

## Географія
Коннер розташований за координатами 45°55′40″ пн. ш. 114°7′59″ зх. д. / 45.92778° пн. ш. 114.13306° зх. д. (45.927815, -114.133033).  За даними Бюро перепису населення США в 2010 році переписна місцевість мала площу 4,71 км², з яких 4,61 км² — суходіл та 0,10 км² — водойми.

## Демографія
Згідно з переписом 2010 року, у переписній місцевості мешкало 216 осіб у 90 домогосподарствах у складі 63 родин. Густота населення становила 46 осіб/км².  Було 110 помешкань (23/км²).
Расовий склад населення:
| - 88,9 % — білих - 2,8 % — корінних американців |

До двох чи більше рас належало 7,9 %. Частка іспаномовних становила 0,5 % від усіх жителів.
За віковим діапазоном населення розподілялося таким чином: 20,4 % — особи молодші 18 років, 63,4 % — особи у віці 18—64 років, 16,2 % — особи у віці 65 років та старші. Медіана віку мешканця становила 48,0 року. На 100 осіб жіночої статі у переписній місцевості припадало 103,8 чоловіків;  на 100 жінок у віці від 18 років та старших — 115,0 чоловіків також старших 18 років.
Цивільне працевлаштоване населення становило 37 осіб. Основні галузі зайнятості: мистецтво, розваги та відпочинок — 29,7 %, фінанси, страхування та нерухомість — 27,0 %, виробництво — 21,6 %.